# Débris de l'empire
Pour plus de détails, voir Fiche technique et Distribution.
Débris de l’empire (titre original russe : Обломок империи, Oblomok imperi) est un film russe muet de fiction écrit et réalisé par Friedrich Ermler et sorti en 1929. Le scénario est inspiré de l'essai Invité de l'au-delà (Гость с того света) de Nikolaï Pogodine.
Le film possède un titre alternatif en français de L'Homme qui a perdu la mémoire et, en russe, Господин фабком (littéralement Monsieur Fabkom).
Le film a été restauré en 1967 aux studios Lenfilm et a reçu une musique du compositeur Vladimir Dechevov (ru).

## Synopsis
Le film traite des changements survenus de la Révolution d'Octobre 1917 jusqu'à la fin de la guerre civile à travers un personnage qui a perdu la mémoire.

## Fiche technique
- Titre : Débris de l'empire
- Titre original : Обломок империи, Oblomok imperii
- Réalisation : Friedrich Ermler
- Scénario : Friedrich Ermler et Ekaterina Vinogradskaïa
- Photographie : Evgueni Schneider (ru)
- Décors : Evgueni Enei
- Musique : Vladimir Dechevov (ru)
- Format : Noir et blanc - 1,33:1 - Muet - 35mm
- Production :  : Lensovkino
- Restauration : Lenfilm (1967)
- Dates de sortie :  Russie : 28 octobre 1929

## Distribution
- Fedor Nikitine (ru) : Filimonov, un sous-officier
- Lioudmila Semenova : Natalia, son ex-femme
- Valeri Solovtsov (ru) : son nouveau mari, travailleur culturel
- Yakov Goudkine : Jacob, soldat blessé de l'Armée Rouge
- Viatcheslav Viskovski : l'ancien propriétaire de l'usine
- Sergueï Guerassimov : le menchevik
- Varvara Miasnikova : femme dans un tram
- Ursula Krug :
- Alexander Melnikov : Komsomolets (non crédité)
- Emil Gal : un passager dans le train (non crédité)